# Markus Gross (Informatiker)

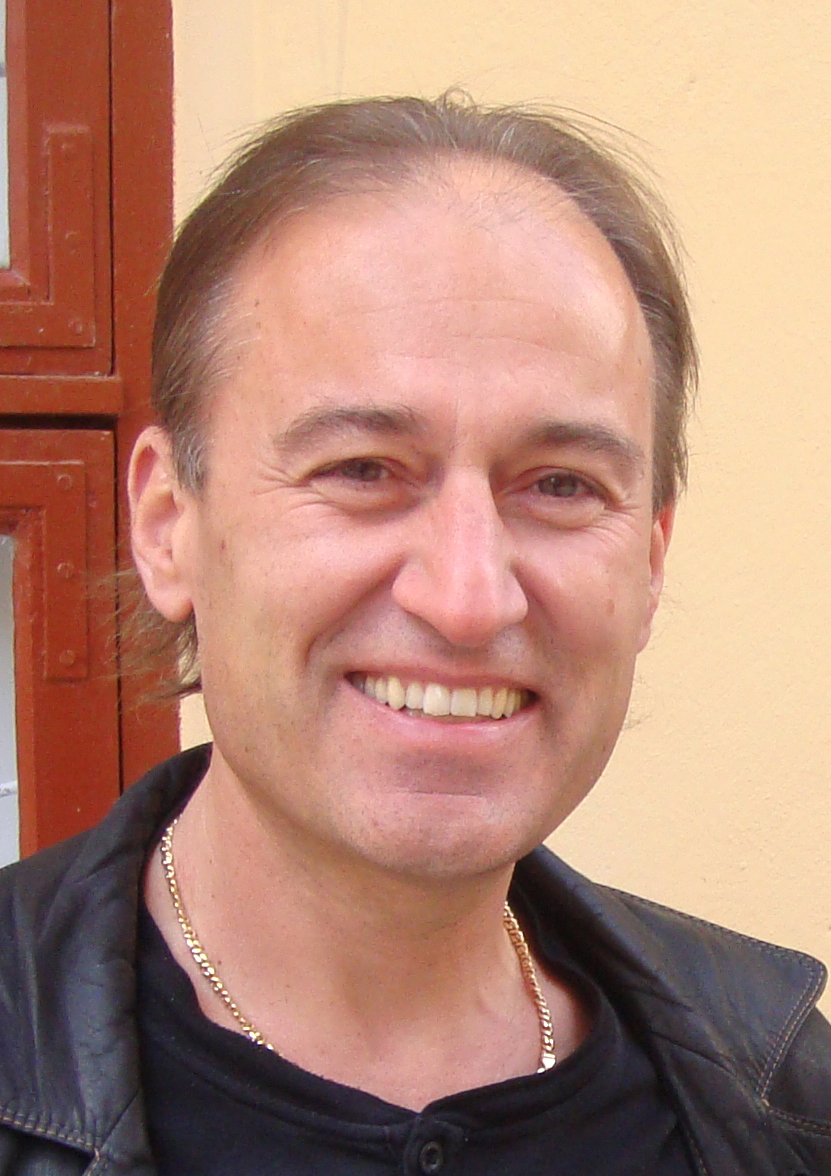
Markus Gross (2010)

Markus Gross (* 1963 in Neunkirchen (Saar)) ist Professor der Informatik an der Eidgenössischen Technischen Hochschule Zürich (ETH), Dekan des Computer Graphics Laboratory und Direktor von Disney Research in Zürich.

## Akademischer  Werdegang
Markus Gross erhielt an der Universität des Saarlandes 1986 sein Diplom in Elektrotechnik und Informationstechnologie und 1989 seinen PhD in Computergraphik und Bildverarbeitung. Von 1990 bis 1994 war er wissenschaftlicher Mitarbeiter am Computer Graphics Center der Technischen Universität Darmstadt und erhielt dort 1995 die Venia Legendi. 1994 wechselte er an den Lehrstuhl für Informatik der ETH Zürich, wo er das Computer Graphics Laboratory gründete. Von 2004 bis 2008 war er zudem Vorsitzender des Lehrstuhls für Informatik der ETH Zürich.
2008 wurde Gross zum Direktor von Disney Research Zürich (DRZ) ernannt, einer von drei weltweit errichteten Forschungseinrichtungen der Walt Disney Company. Mehr als 100 Wissenschaftler in Pittsburgh, Los Angeles und Zürich arbeiten an verschiedenen Technologien. In Zusammenarbeit mit dem Computer Graphics Laboratory (CGL) der ETH Zürich, arbeitet Disney Research Zürich an Videotechnologie (Bildverarbeitung, Video-Coding, 3D, perceptual studies), Computer Cinematography, Human und Facial Animation, drahtloser Netzwerktechnologie, Berechnung und Animation von Materialeigenschaften, sowie Erfassungstechnologien der Zukunft. Die resultierenden Technologien werden von der Walt Disney Company in verschiedenen Geschäftsbereichen eingesetzt. Aktuell hat Gross die Positionen eines Chief Scientist und des Direktors von Disney Research bei den Walt Disney Studios inne.
Gross war wiederholt Mitglied der Paper-Komitees aller bedeutenden Graphics-Konferenzen wie ACM SIGGRAPH 2005, IEEE Visualization, Eurographics und Pacific Graphics. Er war 1999 und 2002 Co-Vorsitzender der Paper-Komitees von IEEE Visualization sowie von Eurographics 2000. 2005 wurde er als erster Europäer zum Vorsitzenden des Paper-Komitees der ACM SIGGRAPH ernannt. Außerdem war er Mitglied in den Organisationskomitees verschiedener internationaler Symposien und den redaktionellen Beratungsboards verschiedener internationaler Zeitschrift und war Associate Editor des IEEE CG&A.

## Forschungsschwerpunkte
Gross‘ Forschungsgebiete sind die Computergraphik und Computer Vision, wobei er sich auf die Themen physikalisch basierte Modellierung, Computer-Animation, immersive Displays und Video Technologie spezialisierte. In seinem Fachgebiet publizierte Gross mehr als 400 wissenschaftliche Paper zu Algorithmen und Methoden und hält mehr als 30 Patente.
Seine Forschung wurde erfolgreich in der Filmindustrie adaptiert und führte zur Gründung mehrerer Firmen und der Entwicklung verschiedener Software-Plattformen. Die Wavelet-Turbulence Software, für die Gross den Technical Achievement Award erhielt, war ein Durchbruch in der Filmindustrie und etablierte sich als Industriestandard für die Simulation von Rauch- und Explosionseffekten. Sie wurde in kurzer Zeit von Special-Effects Studios in mehr als 20 Hollywood Produktionen wie Avatar, Kung Fu Panda, Monsters vs. Aliens, Iron Man 3, Man of Steelund Battleship  eingesetzt.
2002 gründete Gross zusammen mit Matthias Müller-Fischer die Firma Novodex, die sich auf Middleware für Physik-Modellierung in Computerspielen spezialisierte. NovodeX wurde von Ageia als Softwareplattform für ihre Ageia -PhysX-PPU-Karte ausgewählt. 2004 wurde das Unternehmen von Ageia übernommen, dessen Vorsitzender des Technischen Beirats Gross war, und die entwickelte Middleware wurde zur Grundlage der PhysX SDK 2.x Serie. 2008 wurde Ageia von Nvidia übernommen.
Gross forschte ebenfalls im Bereich des 3D-Video-Recording, der Komprimierung und des Editing von visuellen Effekten. Kontinuierliche Verbesserungen der entwickelten Technologien führte zur Gründung des Startups LiberoVision, das 2012 von Vizrt übernommen und in Viz Libero umbenannt wurde.
Durch seine Forschung zur physikalisch basierten Modellierung leistete Gross einen wichtigen Beitrag zur Simulation von chirurgischen Eingriffen am Gesicht (FACE Project). Dies führte zur Gründung des Spin-off Unternehmens Cyfex AG im Jahr 2000. Außerdem befasste sich Gross mit der informationstheoretischen Modellierung der Legasthenie. Er entwickelte ein statistisches Modell und ein multimodales Aufnahmesystem, um das Erlernen der Sprache für Legastheniker zu erleichtern. Dies resultierte in einer multimedialen Lernsoftware namens Dybuster und der gleichnamigen Firma Dybuster AG.

## Auszeichnungen (Auswahl)
- 2010: Outstanding Technical Contribution Award der Eurographics[20]
- 2011: Swiss ICT Award[20]
- 2013: Karl Heinz Beckurts-Preis[20]
- 2013: Konrad-Zuse Medaille[20]
- 2013: Technical Achievement Award der Academy of Motion Picture Arts and Sciences[20]

## Mitgliedschaften (Auswahl)
- Mitglied des wissenschaftlichen Beirats des Deutschen Forschungszentrums für Künstliche Intelligenz (DFKI) Saarbrücken[21]
- Kuratoriums des Fraunhofer-Instituts für Computergraphik[21]
- 2006: Mitglied der Eurographics-Association[21]
- 2012: Mitglied der Association for Computing Machinery (ACM)[22]
- 2012: Mitglied der Berlin-Brandenburgischen Akademie der Wissenschaften[23]
- 2011: Mitglied der Deutschen Akademie der Naturforscher Leopoldina[21]
- 2017: Mitglied der Schweizerischen Akademie der Technischen Wissenschaften (SATW)[21]
- 2021: Mitglied der Deutschen Akademie der Technikwissenschaften[24]

## Publikationen (Auswahl)
- mit H. Pfister, M. Zwicker, J. Van Baar: Surfels: Surface elements as rendering primitives. Proceedings of the 27th annual conference on Computer graphics and interactive techniques. ACM Press/Addison-Wesley Publishing Co., 2000.
- mit M. Müller, D. Charypar: Particle-based fluid simulation for interactive applications. Proceedings of the 2003 ACM SIGGRAPH/Eurographics symposium on Computer animation. Eurographics Association, 2003.
- mit M. Pauly, L.P. Kobbelt: Efficient simplification of point-sampled surfaces. Proceedings of the conference on Visualization'02. IEEE Computer Society, 2002.
- mit M. Zwicker, H. Pfister, J. Van Baar: Surface splatting. Proceedings of the 28th conference on Computer graphics and interactive techniques. ACM, 2001.
- mit R.M. Koch, F.R. Carls, D.F. von Büren, G. Fankhauser, Y.I.H. Parish: Simulating facial surgery using finite element models. Proceedings of the 23rd annual conference on Computer graphics and interactive techniques. ACM, 1996.
- mit M. Zwicker, M. Pauly, O. Knoll: Pointshop 3D: an interactive system for point-based surface editing. ACM Transactions on Graphics (TOG) 21.3 (2002): 322–329.
- mit S. Würmlin, M. Naef, E. Lamboray, C. Spagno, A. Kunz, E. Koller-Meier: Blue-C: a spatially immersive display and 3D video portal for telepresence. ACM Transactions on Graphics (TOG) Vol. 22. No. 3 ACM, 2003.
- mit G. Guennebaud: Algebraic point set surfaces. ACM Transactions on Graphics (TOG). Vol. 26. No. 3. ACM, 2007.
- mit R. Gatti, O. Staadt: Fast multiresolution surface meshing. Proceedings of the 6th conference on Visualization ´95. IEEE Computer Society, 1995.
- mit O. Wang, S. Poulakos, A. Smolic: Nonlinear disparity mapping for stereoscopic 3D. ACM Transactions on Graphics (TOG) 29.4 (2010): 75.
- mit B. Bickel, P. Beardsley, B. Sumner: High-quality single-shot capture of facial geometry. ACM Transactions on Graphics (TOG) 29.4 (2010): 40.
- mit T. Kim, N. Thürey, D. James: Wavelet turbulence for fluid simulation. ACM Transactions on Graphics (TOG). Vol. 27. No. 3. ACM, 2008.
- mit M. Lang, A. Hornung: A system for retargeting of streaming video. ACM Transactions on Graphics (TOG). Vol. 28. No. 5. ACM, 2009.
- mit C. Wojtan, N. Thürey, G. Turk: Deforming meshes that split and merge. ACM Transactions on Graphics (TOG). Vol. 28. No. 3. ACM, 2009.